# あなたは私におとされたい
『あなたは私におとされたい』（あなたはわたしにおとされたい）は、作画・梅涼、原作・宮口ジュンによる漫画作品。漫画配信サービス『サイコミ』（Cygames）にて、2021年2月2日から2024年7月2日まで毎週火曜日更新で連載された。2022年11月17日には小学館より紙版の単行本第1巻が刊行された。各話のタイトルはエピローグ以外、全てカタカナで表記されている。
「ゼッタイに不倫しない男」の堅物で真面目な夫・直也と様々なすれ違いでセックスレスとなってしまった妻・夏菜、そして「ゼッタイに不倫させる女」の若く妖艶な美女・ノアの様々なやり取りや駆け引きが描かれる。
MBSの「ドラマ特区」枠で実写ドラマ化され、2023年1月6日から2月17日まで放送された。

## あらすじ
ダイヤ証券勤務の相澤直也は、同じ会社で働く妻の夏菜と2年の社内恋愛を経て結婚10年目。社内では有名なおしどり夫婦だが、特に夏菜の抱える仕事のストレスなどから生じるで夫婦間のいさかいやセックスレスに悩んでいる。
そんな時、直也の勤務する新宿支店の新入社員・立花ノアが直也に興味を持ち、しきりに接近し誘惑し罠にかけようとしてくる。

## 登場人物

### 主要人物
相澤直也（あいざわ なおや）
ダイヤ証券新宿支店勤務。39歳。夏菜とは2年の社内恋愛を経て結婚10年目。社内では有名なおしどり夫婦だが、セックスレスに悩んでいる。
相澤夏菜（あいざわ かな）
ダイヤ証券銀座支店勤務。直也の妻。35歳。会社では頭角を現し課長になるが、ストレスで家でもイライラしており、直也ともよく喧嘩になる。
立花ノア（たちばな ノア）
ダイヤ証券新宿支店の新入社員。22歳。有名インフルエンサーで、芸能人顔負けの美貌の持ち主。
上司である直也に興味を持ち、しきりに接近し誘惑してくる。
平野恭介（ひらの きょうすけ）
直也の頼りになる部下。26歳。新婚だが浮気癖がある。銀座支店の皆木は同期でよく情報交換をしている。
皆木蒼（みなき そう）
26歳。部下の女性たちに当たりの強い夏菜を何かと心配している。
夏菜に対して好意を持っており、夏菜からも可愛い後輩と思われている。

### ダイヤ証券

#### 新宿支店
佐田賢人（さた けんと）
新入社員。22歳。同期のノアとは親しく、「佐田っち」と呼ばれている。　
丸岡（まるおか）
支店長。48歳。京都出身。面倒見が良く、直也からも尊敬できる人物だと思われている。

#### 銀座支店
小山みゆき（こやま みゆき）　
新入社員。22歳。大村とともに遊び半分で仕事しているとよく叱責を受けており、夏菜に対しては悪感情を持っている。
大村優里花（おおむら ゆりか）
新入社員。22歳。夏菜に対しては敵意を持っており、パワハラと男性社員に対するセクハラで夏菜の上司に訴えている。

## 書誌情報
- 梅涼（作画）・宮口ジュン（原作） 『あなたは私におとされたい』 小学館〈裏少年サンデーコミックス〉、全13巻
  1. 2022年11月17日発売[3]、ISBN 978-4-09-851380-2
  2. 2022年12月19日発売[5]、ISBN 978-4-09-851420-5
  3. 2023年1月19日発売[6]、ISBN 978-4-09-851421-2
  4. 2023年2月17日発売[7]、ISBN 978-4-09-851422-9
  5. 2023年3月17日発売[8]、ISBN 978-4-09-851423-6
  6. 2023年4月18日発売[9]、ISBN 978-4-09-851424-3
  7. 2023年8月18日発売[10]、ISBN 978-4-09-852797-7
  8. 2023年12月19日発売[11]、ISBN 978-4-09-853068-7
  9. 2024年3月19日発売[12]、ISBN 978-4-09-853194-3
  10. 2024年5月17日発売[13]、ISBN 978-4-09-853319-0
  11. 2024年7月18日発売[14]、ISBN 978-4-09-853413-5
  12. 2024年9月19日発売[15]、ISBN 978-4-09-853480-7
  13. 2024年11月19日発売[16]、ISBN 978-4-09-853659-7

## テレビドラマ
2023年1月6日（5日深夜）から2月17日（16日深夜）まで毎日放送の深夜ドラマ枠「ドラマ特区」で放送された。主演は鶴嶋乃愛と村井良大。

### キャスト

#### 主要人物
立花ノア（たちばな ノア）
演 - 鶴嶋乃愛
ライト証券の新入社員。同じ支店で勤務する直也に興味を持ち誘惑し、様々な方法で罠にかけようと画策する。
相澤直也（あいざわ なおや）
演 - 村井良大
同じ会社で働く夏菜と社内結婚し、社内でも有名なおしどり夫婦。ノアに誘惑されながらも関係を断り続ける。
相澤夏菜（あいざわ かな）
演 - 宇垣美里
直也と社内結婚し、同じ会社で働く「バリキャリ妻」。

#### ライト証券
平野恭介（ひらの きょうすけ）
演 - 内藤秀一郎
新宿支店勤務。直也の部下で、直也の信頼できる相談相手。
皆木蒼（みなき そう）
演 - 佐藤友祐（lol-エルオーエル-）
銀座支店勤務。夏菜の後輩。密かに夏菜に思いを寄せ、何かと彼女をサポートする。
大村ユリカ（おおむら ユリカ）
演 - マーシュ彩
新入社員。銀座支店勤務。夏菜に叱責され反発するようになっていく。
小山みゆき（こやま みゆき）
演 - 染野有来
新入社員。銀座支店勤務。ユリカとともに夏菜に反発するようになる。
丸尾太一
演 - 赤ペン瀧川
新宿支店・支店長。直也たち部下に信頼を寄せている。
五島明子
演 - 横山美智代
銀座支店・支店長。夏菜が尊敬する上司。
滝内、原、山川
演 - 橘花征志郎、河村晃太郎、太田いず帆
新宿支店社員。

#### ゲスト

##### 第1話
横田守
演 - 山口森広（最終話）
ノアの客。サムライ投信を5,000万円契約する。
役名不詳
照井健仁、川地洋平、瀬戸芭月、深澤嵐、伊森大祐

##### 第2話
早川流星
演 - 永田崇人
ノアの客。通販会社経営。ノアに頭からペットボトルの水をかける演技をする。
流星の部下
演 - ボブ鈴木
銀座支店の顧客
演 - 鈴木麻衣花
応対した夏菜と皆木に娘の個展のチケットを渡す。

##### 第3話
今井修造
演 - 江藤純平（第4・5話）
本社人事部の部長。

##### 第5話
二人組の男性
演 - 早乙女駿治､沢柳健
ノアをナンパしようとする。

### スタッフ
- 原作 - 梅涼 / 宮口ジュン『あなたは私におとされたい』（サイコミ / Cygames、小学館「裏サンデーコミックス」刊）
- 監督 - 加藤綾佳、長野晋也
- 脚本 - 鈴木史子
- オープニング主題歌 - Beverly「Swamp!」（avex trax）[28]
- エンディング主題歌 - THREE1989「幸福論理」（rhythm zone）[28]
- 音楽 - 西村大介/DUNK
- アソシエイトプロデューサー - 金田武士、杉内裕介
- プロデューサー - 村島亘、本間隆平、大森美希、高井美沙、妙円園洋輝
- 制作プロダクション - レプロエンタテインメント、ダブ
- 製作 - 「あなたは私におとされたい」製作委員会、毎日放送

### 放送日程
| 話数   | 放送日   | 放送日       | 監督     | サブタイトル       |
| 話数   | 毎日放送 | テレビ神奈川 | 監督     | サブタイトル       |
| ------ | -------- | ------------ | -------- | ------------------ |
| 第1話  | 1月06日  | 1月05日      | 加藤綾佳 | 絶対に不倫させる女 |
| 第2話  | 1月13日  | 1月12日      | 加藤綾佳 | 後ろめたい男と欲求 |
| 第3話  | 1月20日  | 1月19日      | 加藤綾佳 | デキる女が抱く疑念 |
| 第4話  | 1月27日  | 1月26日      | 長野晋也 | キスから始まる崩壊 |
| 第5話  | 2月03日  | 2月02日      | 長野晋也 | 惹かれ落ちる夫と妻 |
| 第6話  | 2月10日  | 2月09日      | 加藤綾佳 | 抑えきれない情欲   |
| 最終話 | 2月17日  | 2月16日      | 加藤綾佳 | 男の嫉妬と女の情欲 |

### ネット局
| 放送期間                | 放送時間                     | 放送局       | 対象地域   | 備考              |
| ----------------------- | ---------------------------- | ------------ | ---------- | ----------------- |
| 2023年1月5日 - 2月16日  | 木曜 23:00 - 23:30           | テレビ神奈川 | 神奈川県   | 1時間59分先行放送 |
| 2023年1月6日 - 2月17日  | 金曜 0:59 - 1:29（木曜深夜） | 毎日放送     | 近畿広域圏 | 製作局            |
|                         | 金曜 23:00 - 23:30           | 千葉テレビ   | 千葉県     |                   |
| 2023年1月12日 - 2月23日 | 木曜 22:30 - 23:00           | とちぎテレビ | 栃木県     |                   |
|                         | 木曜 23:30 - 翌 0:00         | テレビ埼玉   | 埼玉県     |                   |
|                         |                              | 群馬テレビ   | 群馬県     |                   |

### ネット配信
| 配信開始月 | 配信サイト    | 配信料金     | 備考       |
| ---------- | ------------- | ------------ | ---------- |
| 2023年1月  | TVer          | 広告付き無料 | 見逃し配信 |
| 2023年1月  | MBS動画イズム | 広告付き無料 | 見逃し配信 |
| 2023年1月  | GYAO!         | 広告付き無料 | 見逃し配信 |
| 2023年1月  | Disney+       | 定額制有料   |            |

| 毎日放送 ドラマ特区 | 毎日放送 ドラマ特区      | 毎日放送 ドラマ特区                |
| 前番組              | 番組名                   | 次番組                             |
| ------------------- | ------------------------ | ---------------------------------- |
| 恋と弾丸            | あなたは私におとされたい | バツイチがモテるなんて聞いてません |

### 関連商品
ドラマのDVD BOXが2023年7月5日に発売された。
| 発売日        | タイトル                         | 品番 | 備考 |
| ------------- | -------------------------------- | ---- | ---- |
| 2023年07月5日 | あなたは私におとされたい DVD-BOX |      |      |